# Antoine de Brunel
Antoine de Brunel, señor de Saint-Maurice (Delfinado, 22 de julio de 1622-Saint Maurice-en-Trièves, 27 de octubre de 1696) fue un noble y militar protestante francés conocido especialmente por su faceta de viajero.

## Biografía
Nació en el Delfinado, hijo de Jean de Brunel, señor (sieur) de Rhodet y de Madeleine de Soison, ambos pertenecientes a la pequeña nobleza de la zona de Trièves en el Delfinado, parte del reino de Francia. Su abuelo Claude de Brunel se había convertido al protestantismo, y este hecho había sumido a la familia en la pobreza. Su padre Jean de Brunel fue primero militar, profesión que abandonó al contraer matrimonio. Antoine tenía un hermano mayor, François, de conducta muy reprochable que maltrataba a sus padres.
Fue enviado para estudiar a las Provincias Unidas de los Países Bajos. Estos estudios incluyeron el inicio del estudio de teología con vistas a convertirse en ministro protestante. Finalmente, se decidió por la carrera de las armas, incorporándose a las tropas del stathouder, Federico Enrique de Orange. Es en este período cuando conoce al rico noble Cornelis van Aerssen, señor de Sommelsdyck. Este último era hijo del diplomático François van Aerssen, hombre considerado por Richelieu como uno de los más grandes diplomáticos de Europa junto con el canciller sueco Axel Oxenstierna. Francis Aerssen tomó la decisión de apoyar al joven stathouder Guillermo II en su decisión de tomar Amsterdam, capital de la provincia de Amsterdam, que fracasó. En consecuencia, de esta caída en desgracia de Francis van Aerssen, este tomó la decisión de enviar a su hijo mayor y homónimo (Francis van Aerssen, señor de la Plaate) de viaje al extranjero junto con el primo de este, Justin de Nassau. Antoine de Brunel acompañaría en su viaje a los jóvenes como gobernador (gouverneur) de Justin de Nassau.
El viaje comenzó en 1651. Pasarían en Francia una buena parte de 1652. Después partieron a Alemania, llegando a Italia en la primavera de 1653. En Italia visitarían diversas ciudades incluyendo Venecia, Roma, Nápoles y Florencia, volviendo a Francia en noviembre de 1654. En este país se les uniría, Cornelis Aerssen, señor de Sommelsdyck. En Francia moriría Justin de Nassau. 
En la primavera de 1655, pasarían a España por Irún, llegando el 9 de abril a Madrid. Después volverían a los Países Bajos.
Además de Justin de Nassau, otro de los que habían compuesto el viaje, Francis van Aerssen moriría ahogado tras un naufragio en el Canal de la Mancha en 1659 cuando intentaba pasar a Inglaterra y Cornelis van Aerssen moriría en Surinam a manos de soldados.
Tras el viaje, Antoine escribiría un relato del viaje a España que sería publicado en París por Charles de Sercy. Su publicación se hizo a instancias de sus amigos: Choart, tesorero de Francia y Henri Justel, secretario del rey [de Francia]. 
En 1662 volvió a estar al servicio de los Estados de las Provincias Unidas. En este momento rehace la tierra familiar de Saint Maurice-en-Trièves. Posteriormente pasaría al servicio de Luis XIV de Francia. En la corte francesa, se dedicó a su carrera militar, además de a las letras, llegando incluso a atribuírsele el conocimiento de Boileau por Luis XIV.
Tras la Revocación del Edicto de Nantes por medio del Edicto de Fontainebleau en 1685, volvería a sus tierras del Delfinado.
Desde 1688 residió en París con la finalidad de seguir más de cerca una serie de procesos judiciales, así como por prestar sus servicios en la corte. En esta última faceta llegaría a ser miembro de una compañía militar ceremonial al servicio del rey, conocida como la de los gentilhommes au bec de corbin (por el tipo de alabarda utilizada).
Fue encontrado muerto en un sillón en su castillo de Saint-Maurice-en-Trièves. La causa de la muerte había sido una puñalada en su corazón. Fue enterrado algunos días después en la iglesia de Saint-Maurice-en-Trièves junto a sus antepasados.
Cuatro años después de su muerte se detuvieron algunas personas con relación a su asesinato.

## Matrimonio e hijos
Contrajo primeras nupcias con Urania Justel. 
En segundas nupcias, casó con el 9 de enero de 1677 con Louise de Jaucourt (165-1726), hija del baron de Espeuille.

## Títulos
- Señor de Saint-Maurice[-en-Trièves].
- Señor de Soison.
- Señor de Saint- Didier.

## Obras
La obra Voyage d'Espagne publicada de forma anónima y atribuida a Cornelis van Aerssen, fue atribuida por Charles-Jules Revillout a Antoine de Brunel. La obra fue publicada por primera vez en 1665, y contó con diferentes ediciones:
- Charles de Sercy, ed. (1665). Voyage d'Espagne, curieux, historique, et politique: fait en l'année 1655 (en francés). París.
- Robert de Ninville, ed. (1666). Voyage d'Espagne, curieux, historique et politique, fait en l'année 1655... (en francés). París.
- Voyage D'Espagne. Curieux, historique et politique, fait en l'Année 1655. Reveu, corrigé & augmenté, en cette nouvelle edit (en francés). La Haya.

Según Revillout la obra la habría compuesto Brunel a partir de sus notas y las del diario de Francis Aerssen.

### Individuales
1. ↑  Foulché-Delbosc, Raymond (1896). «83. 1665. Antoine de Brunel (1622-1696) et François van Aerssen (1630-1658).». Bibliographie des voyages en Espagne et en Portugal (en francés). H. Welter. pp. 63-68. Consultado el 22 de agosto de 2023.
2. ↑  «Louise de Jacourt». Base Roglo.